# Annuitás (pénzügy)
Az annuitás (angolul: annuity; szokásos jele: A) pénzügyi fogalom: olyan egyenlő tagú pénzáramok (ki- vagy befizetések) sorozatát (például járadék) jelenti, amely meghatározott ideig esedékes.
- egyenlő tagú, tehát minden periódusban azonos összeget fizetnek ki (a periódus rendszerint egy év vagy egy hónap)
- meghatározott ideig esedékes, tehát nem a végtelenségig (lásd: örökjáradék)

## Szokásos annuitás
A szokásos annuitás (angolul: ordinary annuity vagy annuity-immediate) esetén a pénzáramok esedékessége a periódus (év vagy hó) vége. A szokásos annuitás jelenértékét a következő képlet segítségével határozhatjuk meg:
{\displaystyle PV(n)\,=\,A\cdot {\frac {1-{\frac {1}{\left(1+r\right)^{n}}}}{r}}}
ahol:
- {\displaystyle PV} az annuitás jelenértéke (angolul: present value, „felvett hitelösszeg”),
- {\displaystyle A} az annuitás egy periódusának végén esedékes pénzáram („törlesztőrészlet”),
- {\displaystyle r} a piaci kamatláb (angolul: rate),
- {\displaystyle n} a periódusok száma.

Ha  {\displaystyle n} tart végtelenhez (a periódusok száma tart a végtelenhez, vagyis az annuitás örökjáradékba megy át), akkor:
{\displaystyle \lim _{n\,\rightarrow \,\infty }\,PV\,=\,{\frac {A}{r}}}
Vagyis a végtelen számú pénzáramok is véges jelenértékkel rendelkeznek, ha a diszkontráta nem nulla.
A szokásos annuitás jövőértékét a következő képlet segítségével határozhatjuk meg:
{\displaystyle FV\,=\,A\cdot {\frac {\left(1+r\right)^{n}-1}{r}}}
ahol:
- {\displaystyle FV} az annuitás jövőértéke (angolul: future value).

## Esedékes annuitás
Az esedékes annuitás (angolul: annuity-due) esetén a pénzáramok esedékessége a periódus (év vagy hó) eleje. Mivel a periódusonként esedékes pénzáramnak megfelelő összegek már a tárgyhóban kamatoznak (tehát, szemben a szokásos annuitással, a járadékként kézhez vett összeget már a periódus elejétől kamatoztathatjuk), az esedékes annuitás értéke megegyezik egy hasonló feltételekkel létrejött szokásos annuitás jelenértékének {\displaystyle (r+1)}-szeresével. Ezért az esedékes annuitás jelenértékét a következő képlet segítségével határozhatjuk meg:
{\displaystyle PV\ =\ A\cdot {1-{1 \over (1+r)^{n}} \over r}\cdot (1+r)}
Az esedékes annuitás jövőértékét a következő képlet segítségével határozhatjuk meg:
{\displaystyle FV\ =\ A\cdot {(1+r)^{n}-1 \over r}\cdot (1+r)}

## Az annuitásra példa az egyenlő részletekben törlesztendőhitel.
Olyan hitel visszafizetési mód, mely során a kamatperióduson belül azonos összegű törlesztőrészletet kell fizetni (devizahitel esetén természetesen ez a hitel devizanemében állandó, forintban kifejezve havonta változó törlesztőrészletet eredményezhet). A futamidő során a törlesztőrészleten belül egyre kisebb arányú lesz a kamat és egyre nagyobb arányú a tőketartalom.
- Beruházások rentabilitását is a befektetett eszközök folyó piaci kamatlábbal számolt jövőértékéhez viszonyítják.